# Rue Montesquieu (Nantes)
Pour l’article homonyme, voir Rue Montesquieu.
La rue Montesquieu est une voie de Nantes, en France.

## Situation et accès
Située dans le centre-ville de Nantes, la rue Montesquieu, qui relie la place de la Monnaie à la rue de la Rosière-d'Artois en longeant le nord du musée Dobrée, est bitumée et ouverte à la circulation automobile. Elle rencontre sur tracé les rues Urvoy-de-Saint-Bedan et Hippolyte-Durand-Gasselin.

## Origine du nom
Elle rend hommage à Charles-Louis de Secondat, dit Montesquieu (1689-1755), penseur politique, précurseur de la sociologie, philosophe et écrivain français des Lumières.

## Historique
Dans le projet initial de 1832, la rue devait joindre la place de la Monnaie à la place Beaumanoir et la « place de Launay » (devenue place Général-Mellinet), en franchissant un pont sur la Chézine, le « pont Beaumanoir ». Ce projet est abandonné. L'actuelle rue Évariste-Luminais faisait partie de ce tracé, et a porté le nom de « rue Beaumanoir » jusqu'en 1896.
La voie, qui a porté, à partir du 27 octobre 1837, le nom du héros du combat des Trente et maréchal de Bretagne Jean IV de Beaumanoir (1310-1366 ou 1367), est baptisée, par décision municipale du 30 novembre 1936, « rue Montesquieu ».
Une autre voie a porté le même nom, la rue Buffon.